# Sumol Chanklum
Sumol Chanklum (Thai: สุมล จันทร์กล่ำ; * um 1940) ist eine ehemalige thailändische Badmintonspielerin. Sie war eine der bedeutendsten Akteurinnen in dieser Sportart in Thailand in den 1960er Jahren.

## Sportliche Karriere
In ihrer Heimat siegte sie erstmals 1961 bei den thailändischen Meisterschaften im Doppel mit Pankae Phongarn. 1964 gewann sie zum ersten Mal das Einzel, ein Jahr später siegte sie erstmals im Mixed mit Raphi Kanchanaraphi. 1972 erkämpfte sie sich ihren letzten nationalen Titel.
Bei den Asienspielen wurde sie 1966 Zweite im Einzel und 1970 Dritte im Doppel. 1965, 1967 und 1973 gewann sie insgesamt fünf Medaillen bei den Südostasienspielen.